# Aberdeen
Aberdeen /æbərˈdiːn/ (listenⓘ; em gaélico escocês:  Obar Dheathain) é uma cidade da Escócia e importante porto do Mar do Norte, com cerca 216.000 hab. É conhecida como a "cidade do granito" por haver muitos edifícios edificados à base dessa matéria-prima. É  banhada pelo Mar do Norte e fica situada  na foz dos rios Dee e Don.
Aberdeen tornou-se em 1996, sob uma lei do parlamento escocês de 1994, uma Área de Conselho, subvisão administrativa similar aos estados brasileiros.

## História

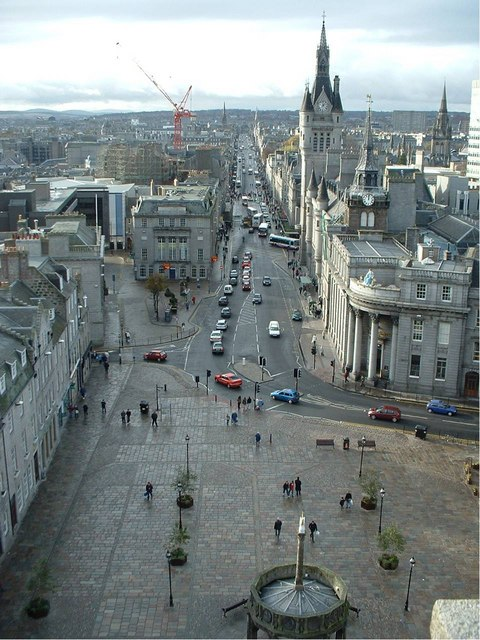
Rua Union, Aberdeen

A cidade de Aberdeen foi fundada por volta do ano 700, tendo ganho importância ao tornar-se sede de bispado em 1137. Foi incendiada pelos Ingleses em 1336 e ocupada em 1651 pelas tropas do parlamento inglês devido ao bom acolhimento dado a Carlos II (rei inglês condenado á morte por traição e decapitado) durante a guerra civil inglesa.
Desenvolveu-se a partir da década de 1980, como ponto de ligação às plataformas petrolíferas do Mar do Norte.

## Demografia
Em 1396 a população de Aberdeen era de cerca de 3 000 habitantes, e em 1801 houve registro de 26 992 habitantes. No século XX, a cidade  registrou 153 503 habitantes em 1901 e 182 467 habitantes em 1941. Em 2001, o Conselho Municipal de Aberdeen registrou uma população de 212 125 habitantes.
A mais recente estimativa populacional, datada em 2010, estima a população de Aberdeen em 217 100 habitantes.

## Economia
Aberdeen é historicamente uma importante cidade industrial, sendo fabricante de têxteis, artigos de couro, papel, maquinaria e malhas. Existem ainda fundições e polimento de granitos. Pratica-se também a pesca do salmão e do arenque.
Desde a década de 1970, com a descoberta de reservas de petróleo no Mar do Norte, Aberdeen voltou a sua economia para a exploração petrolífera e desenvolvimento de tecnologias no setor de óleo e gás. Recentemente, também houve expansão da indústria de alta tecnologia, especialmente alinhada com o setor de produção de energia elétrica. Em 2016, a cidade se tornou a segunda maior produtora de patentes por número de habitantes no Reino Unido, atrás apenas de Cambridge.

## Monumentos e Parques
- Catedrais: a de St Machar, de estilo gótico perpendicular (século XIV) e a católica, notável pelo seu pináculo de 60 m;
- Market Cross;
- Ponte sobre o rio Dee;
- Ponte do Don (Bridge of Don) e ponte antiga sobre o rio Don (Brig o' Balgownie);
- Universidade (King's College campus da University of Aberdeen);
- Marischal College (atualmente sede da prefeitura);
- Market Trades Hall;
- Galeria e Escolas de Artes;
- Colégio Gordon (sede da Robert Gordon's College);
- Seaton Park (extenso parque ao longo do rio Don, com parque infantil, jardins floridos e campos de treino de rugby. Muito frequentado por estudantes da University of Aberdeen por servir de acesso entre o campus King's College e o alojamento da instituição);
- Duthie Park (parque com jardim de inverno, onde figuram plantas de biomas e tipos variados, e frequentemente ocorrem eventos)
- Victoria e Westburn Parks (dois parques menores, um de frente ao outro, perfeitos para caminhadas curtas e ao lado de clube de tênis);
- Union Terrace Gardens (pequeno parque na área central da cidade);
- University of Aberdeen Cruickshank Botanic Garden (jardim botânico da universidade).

## Educação
Em Aberdeen existe a University of Aberdeen (Universidade de Aberdeen)  que é a terceira universidade mais antiga da Escócia e quinta dos países anglófonos. Foi fundada em 1495 por William Elphinstone, bispo de Aberdeen e chanceler da Escócia. Atualmente possui dois campus principais na cidade, King's College (localizado ao norte da cidade, sede de todas as disciplinas) e Foresterhill (na área noroeste, dedicado às áreas da ciências da saúde e hospitais). O histórico edifício do Marischal College, localizado no centro da cidade, era um campus da universidade até 2009, quando foi reformado e cedido em 2011 para se tornar a sede da prefeitura (Aberdeen City Council). A universidade foi lar de 5 ganhadores do prêmio Nobel, além de personalidades como o filósofo iluminista Thomas Reid e o físico James Clerk Maxwell.
Além desta existem outras, como a Robert Gordon's University, fundada no século XVIII mas com o status de universidade apenas a partir de 1992, e especializada em estudos diversos, desde Economia e Gestão à Artes e Literatura, com foco mais voltado ao ensino e aplicado a questões contemporâneas.
No nível pré-universitário, outras instituições de renome são North East Scotland College (ensino técnico), Albyn School (escola particular), International School of Aberdeen (voltada para alunos internacionais) e Robert Gordon's College (escola particular).

## Desporto
O principal clube desta cidade é o Aberdeen Football Club. O clube alvi-rubro foi campeão do Campeonato Escocês em três oportunidades (1979/1980, 1983/1984 e 1984/1985) e ganhou também o torneio Taça dos Vencedores das Taças. Ganhando do Real Madrid, em pleno Santiago Bernabéu, pelo placar de 1 a 0. O Pittodrie Stadium é a casa do clube. Com capacidade para 21.199 lugares, foi o primeiro estádio da Europa a ser completamente coberto e todo com cadeiras.